# The Moon Song
The Moon Song est une chanson écrite et composée par Karen O, chanteuse des Yeah Yeah Yeahs, et Spike Jonze. Elle est interprétée par Karen O et Ezra Koenig. Cette chanson figure sur la bande originale du film Her sorti en 2013. En janvier 2014, la chanson est sélectionnée pour l'Oscar de la meilleure chanson originale.